# Bakeridesia esculenta
Bakeridesia esculenta är en malvaväxtart som först beskrevs av St.-hil., och fick sitt nu gällande namn av H. da C. Monteiro Filho. Bakeridesia esculenta ingår i släktet Bakeridesia och familjen malvaväxter. Inga underarter finns listade i Catalogue of Life.